# بعل
بعل عنوان و افتخاری به معنای «مالک» یا «ارباب» در زبان‌های سامی شمال‌غربی بود که در شام، در دوران خاور نزدیک باستان صحبت می‌شد. از کاربرد آن در میان مردم، به خدایان اطلاق می‌شد. محققان قبلاً این نام را با فرقه‌های خورشیدی و با انواع خدایان حامی آن مرتبط می‌کردند، اما کتیبه‌های باستانی نشان داده‌اند که نام بعل به ویژه با خدای طوفان و باروری هَدَد و مظاهر محلی او مرتبط بوده‌است.
کتاب مقدس عبری شامل استفاده از این اصطلاح برای ارجاع به خدایان مختلف شام است که اغلب در مورد هدد، که به عنوان خدای دروغین مورد انتقاد قرار می‌گرفت، کاربرد دارد. این استفاده در مسیحیت و اسلام گاهی به شکل بعل‌الذباب در دیوشناسی، به کار گرفته می‌شود.
خدای اوگاریتی بعل، قهرمان یکی از طولانی‌ترین حماسه‌های باقی مانده از خاور نزدیک باستان، چرخه بعل است.

## نام
در زبان‌های سامی شمال‌غربی - اوگاریتی، فنیقی، عبری، عموری‌ و آرامی - کلمه «بعل» به معنای «مالک» بود که به‌عنوان «سرور»، «ارباب» یا «شوهر» کاردبرد داشت.  بعل هنوز در زبان‌های عبری و عربی امروزی به عنوان شوهر کاردبرد دارد. همچنین در برخی زمينه‌های مربوط به مالکیت اشیا یا داشتن صفات ظاهر می‌شود. شکل مؤنث این کلمه، «بَعَلَه» (بَعْلَة) به معنای «بانو» به عنوان «زن مالک» یا «بانوی خانه‌» است. هنوز هم به عنوان واژه‌ای نادر برای همسر به کار می‌رود.
استفاده دیگر از کلمه بعل در دنیای باستان، به خدایان اطلاق می‌شد. در این ‌کاردبرد بعل به همراه نام خدا، صفت یا محل زندگی خدا آورده می‌شد؛ مانند: بعل شمین (ارباب آسمان‌ها) یا بعل صفون‌ (ارباب کوه صفون). با این حال در متون سامی شمال‌غربی، به خصوص در کنعان و اورگاریت بیشتر از بعل به تنهایی نام برده شده‌است که اکثر پژوهشگران معتقدند که این بعل با هدد، خدای طوفان و باروری یکسان بوده‌است‌. هر چند که این عنوان برای خدایان دیگر نیز استفاده می‌شد.
معانی کتاب مقدس از بعل به عنوان یک خدای کنعانی و دروغین عموماً در طول اصلاحات پروتستان گسترش یافت تا به بت‌ها، نمادهای مقدسین یا به طور کلی کلیسای کاتولیک اشاره کند.

## دین سامی
بعل (و همچنین شکل زنانه آن بَعَلَه) در زبان‌های سامی شمال‌غربی مانند اِن در زبان سومری، بیل در زبان اکدی به عنوان نام مستعار خدایان مختلف در پانتئون‌های بین‌النهرین و سامی استفاده می‌شده. فقط یک حرف تعریف، تخلص یا لقب می‌تواند مشخص کند که منظور کدام خدای خاص است.

### هدد
بعل در هزاره سوم پیش از میلاد، زمانی که در فهرست خدایان ابو صلابیخ ظاهر می‌شود، به عنوان نامی خاص استفاده می‌شود. اکثر پژوهش‌های مدرن ادعا می‌کنند که این بعل - که معمولاً با عنوان «ارباب» شناخته می‌شود - با خدای طوفان و باروری هدد یکسان بوده‌است. همچنین از او به صورت بعل هَدو نیز نام برده می‌شود. محققان پیشنهاد می‌کنند که با افزایش اهمیت فرقه هدد، نام واقعی او برای کسانی جز کاهن اعظم که نتوانستند با صدای بلند نام را تلفظ کنند بسیار مقدس تلقی می‌شده، پس به جای آن از نام مستعار «بعل» به معنای «ارباب/صاحب» استفاده شده. همانگونه که بابلی‌ها از عنوان بیل برای مردوک استفاده می‌کردند. با این حال اقلیتی معتقدند که بعل یک خدای بومی کنعانی بوده که آیینش با جنبه‌هایی از خدای بین‌النهرینی اداد شناسایی شده یا جذب آن شده‌است. صرف نظر از رابطه اصلی آنها، در هزاره اول پیش از میلاد، این دو متمایز بودند: هدد توسط آرامی‌ها و بعل توسط فنیقی‌ها و سایر کنعانیان پرستش می‌شد.

### بعل

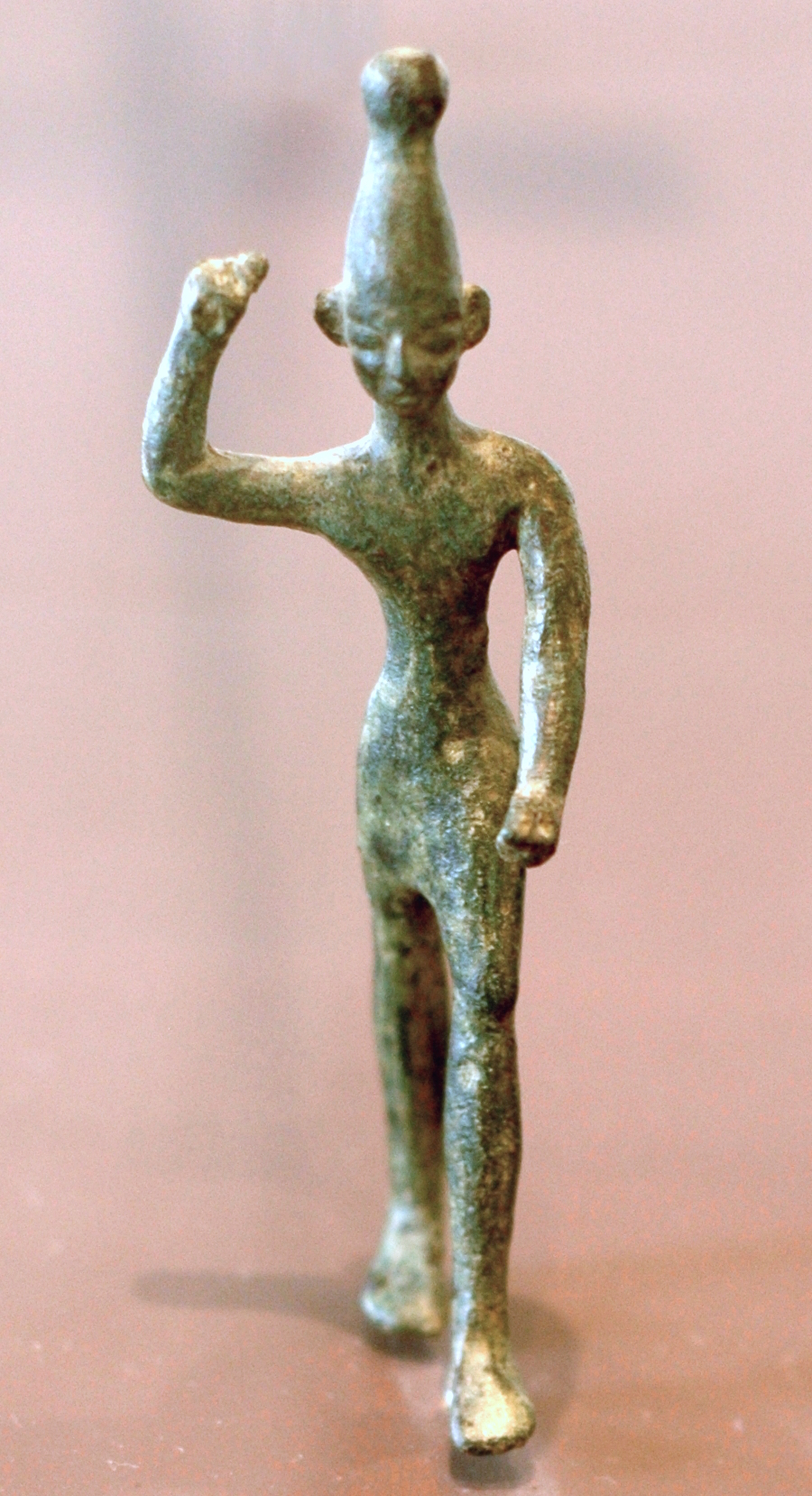
مجسمه برنزی بعل، قرن ۱۴ تا ۱۲ قبل از میلاد، که در راس شامرا (اوگاریت باستان) در نزدیکی ساحل فنیقی پیدا شده، موزه لوور.

بعل در کتیبه‌های زبان‌های سامی شمال‌غربی به خوبی تأیید شده‌است و نامش در سرتاسر شام، در اسم‌های تئوفوریک رایج است. اما معمولاً از او در کنار دیگر خدایان یاد می‌شود و زمینه عملش به ندرت تعریف می‌شود. با این وجود، سوابق اوگاریتی او را به عنوان خدای آب و هوا نشان می‌دهد که قدرت خاصی بر رعد و برق، باد، باران و باروری دارد. تابستان‌های خشک این منطقه، به عنوان زمان بعل در عالم اموات توضیح داده می‌شود و گفته شده بازگشت او در پاییز باعث طوفان‌هایی می‌شود که زمین را احیا می‌کند. بنابراین، پرستش بعل در کنعان - جایی که او سرانجام جایگزین ال به عنوان رهبر خدایان و حامی سلطنت شد - به وابستگی مناطق به بارندگی برای کشاورزی آن مرتبط بود، برخلاف مصر و بین‌النهرینی که بر آبیاری از رودخانه‌های مناطق اصلی خود متمرکز بودند. نگرانی در مورد در دسترس بودن آب برای محصولات و درختان اهمیت فرقه او را افزایش داد که توجه او را به نقش خدای باران معطوف کرد. در طول جنگ نیز از او فراخوانده می‌شده و اعتقاد بر این بود که بعل برخلاف ال که دورتر بود، فعالانه در دنیای انسان دخالت می‌کند. از طرف دیگر، بعل یک نایب الاهی با ال بود، جایی که ال اجرایی بود در حالی که بعل نقش نگهدارنده کیهانی را داشت. شهر بعلبک در لبنان به نام بعل نامگذاری شده‌است.
در اوگاریت، بعل لقب هدد بود اما با گذشت زمان این لقب به نام خدا و هدد به لقب یا صفت این خدا تبدیل شد. معمولاً گفته می‌شود که بعل پسر داگون است اما در منابع اوگاریتی به عنوان یکی از پسران ال نیز ظاهر می‌شود. بعل و ال هر دو در متون اوگاریتی با گاو نر در ارتباط بودند، زیرا گاو نر نماد قدرت و باروری بود. او دشمنی خاصی با مارها داشت. کنعانیان و فنیقی‌ها بعل را برای مغلوب شدنش بر یم خدای دریا، به عنوان حامی ملوانان و بازرگانان دریانورد می‌دانستند. او مغلوب موت، خدای مرگ کنعانی‌ نیز بود. او همچنین به عنوان رهبر رفایم‌ها، ارواح اجدادی، به‌ویژه ارواح سلسله‌های حاکم شناخته می‌شد. از کنعان، پرستش بعل در سرتاسر مدیترانه به دنبال امواج استعمار فنیقی‌ها در اوایل هزاره اول پیش از میلاد به مصر نیز گسترش یافت. او با القاب مختلف توصیف شده‌است و قبل از اینکه در اوگاریت دوباره کشف شود، تصور می‌شد که این القاب به خدایان محلی متمایز اشاره می‌کنند. با این حال همانطور که توسط جون دای توضیح داده شده، متون در اوگاریت نشان می‌دهد که این القاب مظاهر محلی این خدای خاص در نظر گرفته می‌شوند.

### بعل شمین

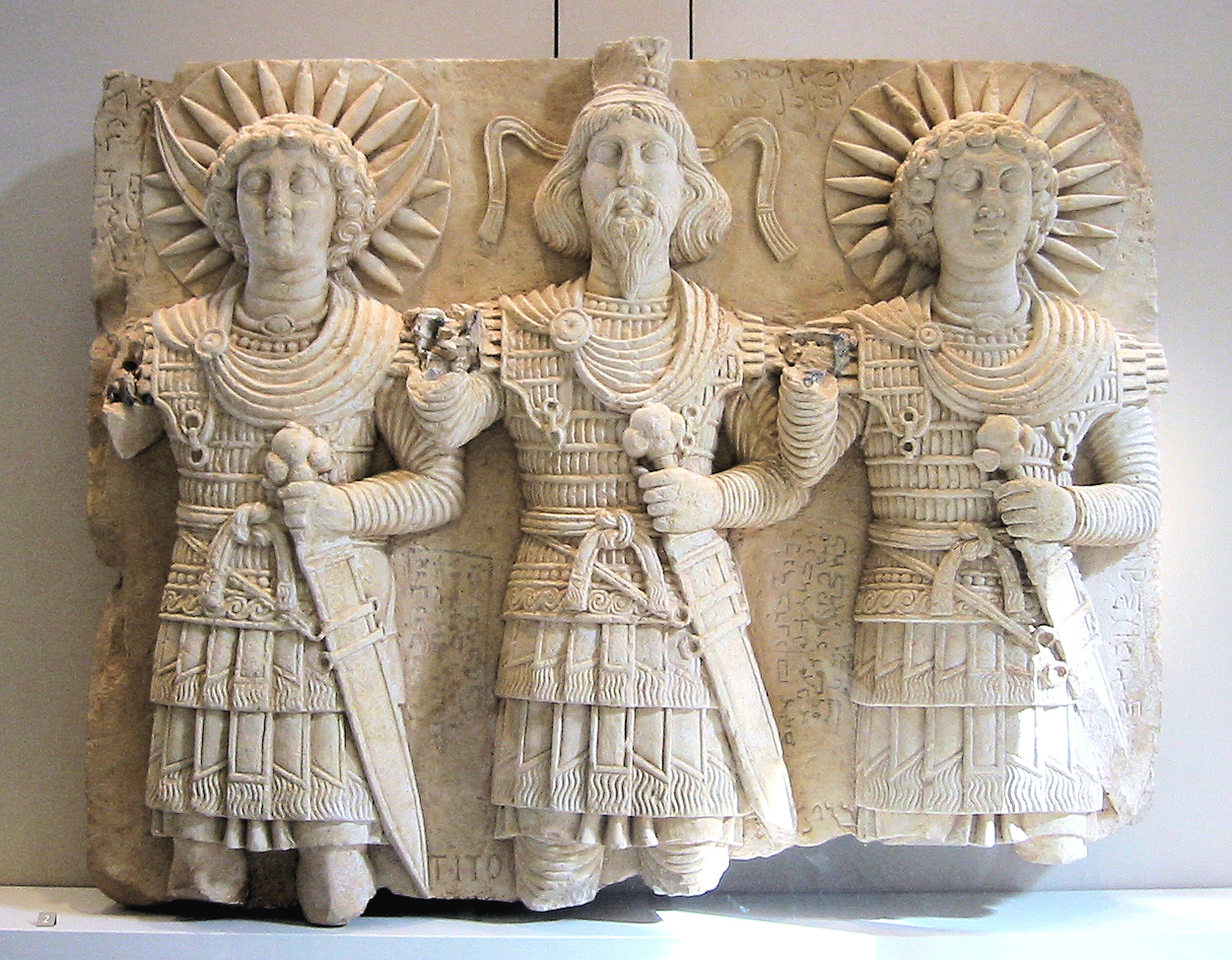
خدایان پالمیرین: از چپ به راست: آگلیبول الهه ماه، الهه بزرگ بعل شمین، الهه خورشید ملک بل، قرن یکم پیش از میلاد، کشف شده توسط بیر ورب و وادی مییاه، سوریه، موزه لوور.

بعل شَمین (فینیقی: 𐤁𐤏𐤋 𐤔𐤌𐤌) یا بیلشامین به معنای ارباب آسمان‌(ها)، خدای سامی شمال‌غربی و عنوانی بود که در کتیبه‌های خاورمیانه باستان به خدایان مختلف در مکان‌ها یا زمان‌های مختلف، به ویژه در کنعان، فینیقه و سوریه اطلاق می‌شده. این عنوان بیشتر در هزاره دوم پیش از میلاد به بعل هدد اطلاق می‌شده اما در هزاره اول پیش از میلاد به عنوان خدای متمایز شناخته شد‌. بعل شمین یکی از دو خدای برتر و خدای آسمان پالمیرا قبل از اسلام در سوریه باستان بود (بیل، خدای برتر دیگر). در آنجا صفات او عقاب و صاعقه بود و شاید با خدای قمری آگلیبول و خدای خورشیدی ملک بل، یک تثلیث را تشکیل می‌داد. اولین نام شناخته شده از این خدا (یا عنوان) در معاهده قرن چهاردهم قبل از میلاد بین شوپ‌پیلولیومای یکم، پادشاه هیتی‌ها، و نیکمادو دوم، پادشاه اوگاریت است. اگرچه این می‌تواند اشاره‌ای به بعل هدد باشد، ولی زمانی که این نام در یک کتیبه فنیقی توسط یخیملک پادشاه جبیل آمده است، متون دیگر بین این دو تمایز قائل می‌شوند.
در متون نبطی به زبان یونانی، بعل شمین به طور مکرر با زئوس هلیوس (یعنی زئوس به عنوان خدای خورشید، هلیوس) برابر می‌شود. سانچونیاتون نویسنده فینیقی نیز از این موضوع پشتیبانی می‌کند:
...و هنگامی که خشکسالی رخ داد، دستان خود را به سوی آسمان، به سوی خورشید دراز می‌کردند. تنها او را خدای بهشت می‌دانستند و او را بیلشامین می‌نامیدند که در زبان فنیقی (به معنای) ارباب آسمان‌ و در یونانی زئوس است.

### بعل هامون
بعل هامون در کارتاژ به عنوان خدای برتر پرستش می‌شد. اعتقاد بر این است که برتری او در میان خدایان کارتاژی، در قرن پنج قبل از میلاد به دنبال قطع روابط کارتاژ با صور در پی نبرد هیمرا (در سال ۴۸۰ قبل از میلاد) توسعه یافت. بعل هامون نیز مانند هدد خدای باروری بود. کتیبه‌های مربوط به خدایان کارتاژی درباره ویژگی‌های‌ او تقریبا بی‌اطلاع هستند و او را به‌عنوان خدای ماه و داگون (خدای غلات) شناسایی کرده‌اند. بعل هامون به جای گاو نر با قوچ ارتباط داشت و با شاخهایش به تصویر کشیده شده‌است. او را به‌عنوان بعل قرنیم (ارباب دو شاخ) می‌پرستیدند. به‌ویژه در یک پناهگاه روباز در جبل بو قرنیم (تپه دو شاخ) در آن سوی خلیج کارتاژ. همسر او الهه تانتیت بود. به نظر می‌رسید اسناد باستان شناسی اتهاماتی را در منابع رومی به اثبات رسانده‌اند که کارتاژنی‌ها فرزندان خود را به عنوان قربانی انسانی برای او می‌سوزاندند.
نام هامون مبهم است. بیشتر اوقات با کلمه سامی غربی، حمان به معنای منقل مرتبط است که او را با نقش خدای خورشیدی مرتبط می‌کند. فرانک مور کراس برای ارتباط با هامون، نام اوگاریتی کوه آمانوس، قله‌ای در کوه‌های نور که سوریه را از کیلیکیه جدا می‌کند، استدلال کرد. در قرن نوزدهم، زمانی که ارنست رنان خرابه‌های هامون (حمون)، ام‌العوامید امروزی بین صور و عکا را حفاری کرد، دو کتیبه فنیقی پیدا کرد که به ال‌هامون اختصاص داشت. برخی دیگر هامون را به عنوان ارتباطی همزمان با خدای مصری آمون پیشنهاد کرده‌اند.در همذات‌پنداری با خدایان یونانی، بعل هامون با کرونوس یکی دانسته می‌شده. در روم باستان او را با ساترن یکی می دانستند که تبادل فرهنگی بین روم و کارتاژ در نتیجه جنگ دوم پونیک ممکن است بر توسعه جشنواره ساترنالیا نیز تأثیر گذاشته باشد. ویژگی های شکل رومی شده او به عنوان یک ساترن آفریقایی نشان می دهد که هامون (آمونوس در آثار فیلون) خدای باروری در نظر گرفته می‌شده.

## دین مصر باستان
در پاپیروس آمهرست، بعل زفون با خدای مصری حوروس شناخته می‌شود:
بعل از زفون شما را برکت دهد...
...و ممکن است از زفون حوروس به ما کمک کند.

(پاپیروس امهرست ۶۳)
با این حال بعل/هدد در برخی از منابع مصری با ست نیز برابر می‌کند. دلیل اینکه بعل را می توان هم با هوروس و هم با رقیبش ست یکی دانست این است که در مصر طوفان عنصر خارجی در نظر گرفته می‌شد زیرا ست خدای بیگانگان بود، بنابراین چون مصریان جایگزین بهتری برای شناسایی خدای بومی خود ست با خدای همسایه خود نداشتند، او را به صورت احتمالی با بعل (هدد) مرتبط کردند. اما زمانی که به بعل ویژگی‌های‌ باران و رعد و برق نسبت داده نمی‌شد و در عوض به عنوان خدای آسمان درک می‌شد، در این صورت او از این نظر بیشتر به هوروس مصری شباهت دارد. همچنین قابل مقایسه با بعلشمین نیز است.

## در متون عهد عتیق

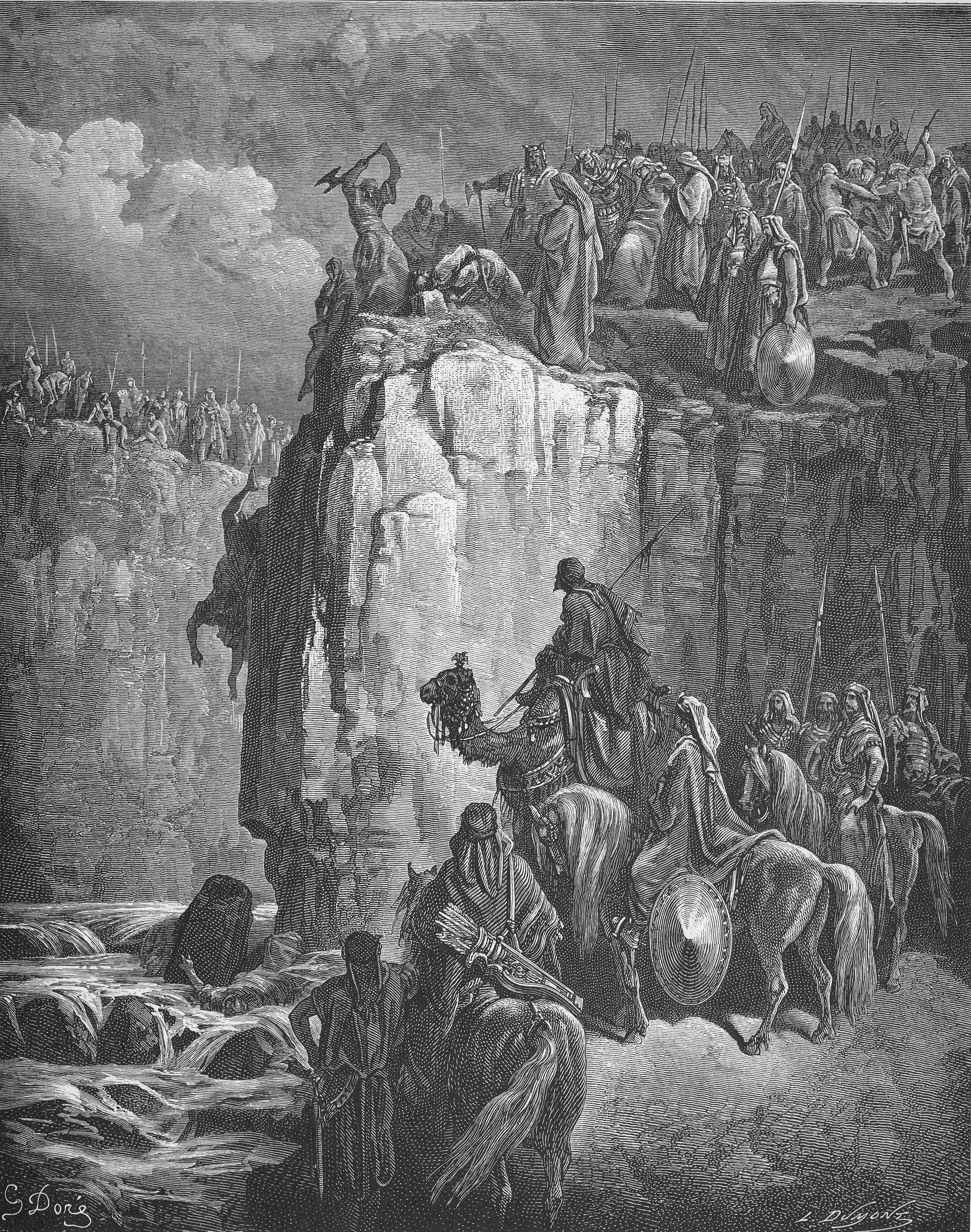
پیامبران بعل پس از ناموفقی در احضار بعل، به دستور الیاس کشته می‌شوند.

بعل (عبری: בַּעַל) حدود ۹۰ بار در کتاب مقدس عبری، در اشاره به خدایان مختلف ظاهر می‌شود. از کاهنان کنعانی بعل بارها نام برده شده‌است‌ که برجسته‌ترین آنها در کتاب اول پادشاهان است. بسیاری از محققان بر این باورند که این توصیف، تلاش ایزابل برای معرفی پرستش بعل صور به اسرائیلیان در پایتخت سامره، در قرن نهم پیش از میلاد است. در مقابل این، جون دای استدلال می‌کند که بعل ایزابل احتمالاً بعل شمین، پروردگار آسمان‌ها بوده است - عنوانی که اغلب به هدد اطلاق می‌شد - که اغلب او را تنها بعل می‌نامیدند. اول پادشاهان باب ۱۸ گزارشی از رقابت بین الیاس و پیامبران بعل (کاهنان ایزابل) را ثبت می‌کند. الیاس و پیامبران بعل هر کدام یک گاو نر را برای قربانی آماده می‌کنند و آن را روی چوب می‌گذارد. سپس الیاس آنها را دعوت می کند تا برای سوختن قربانی دعا کنند. پیامبران بعل از صبح تا ظهر نماز می‌خواهند ولی تلاش‌های آنها بی‌نتیجه باقی می‌ماند. سپس الياس آنها را به سخره می‌گیرد:
و به وقت ظهر، الیاس ایشان را مسخره نموده، گفت، به آواز بلند بخوانید زیرا که او خداست! شاید متفکر است یا به خلوت رفته، یا در سفر می‌باشد، یا شاید که در خواب است و باید او را بیدار کرد!
(اول پادشاهان ۱۸: ۲۷)
سپس الیاس گاو خود را برای قربانی آماده می‌کند و دستور می‌دهد که قربانی و محراب را با آب (چهار کوزه بزرگ) خیس کنند. او از خداوند می‌خواهد که قربانی را بپذیرد. آتش از آسمان فرو می‌ریزد و قربانی، سنگ های محراب، زمین و آب خندق را می‌بلعند. سپس ناظران دستورها الياس را برای کشتن کاهنان بعل دنبال کردند. دیگر اشاره‌ها به کاهنان بعل، سوزاندن بخور آنها در نماز و تقدیم قربانی در حالی که در لباس‌های مخصوص آراسته شده‌اند را توصیف می‌کند.

### بعل بریت
بعل بریت به معنای «ارباب عهد» خدایی بود که بنی‌اسرائیل پس از مرگ جدعون بر اساس کتاب داوران آن را پرستش کردند.
و واقع شد بعد از وفات جدعون که بنی‌اسرائیل برگشته، در پیروی بعلها زنا کردند، و بعل بریت را خدای خود ساختند. (داوران ۸: ۳۳)
بر اساس همین کتاب ابیملک، پسر جدعون، نزد خویشاوندان مادرش در شکیم رفت و هفتاد مثقال نقره «از خانه بعل بریت» دریافت کرد تا در کشتن هفتاد برادرش از سایر زنان جدعون کمک کند.